# كمال قرور (كاتب)
كمال قرور هو كاتب وروائي وقاص وصحفي جزائري ولد عام 1966 في مدينة بني عزيز بولاية سطيف، وحصل على درجة الليسانس من معهد الآداب واللغة العربية بجامعة قسنطينة عام 1989، ثم حصل على شهادة الدراسات المعمقة في الاعلام والاتصال من جامعة الجزائر عام 1992، وعمل مدرسًا متعاونًا بمعهد الاعلام والاتصال ما بين عامي 1992 و1993، كما عمل صحفيًّا بمجلة الوحدة ما بين عامي 1991 و1993، ثم أسس دار نشر خاصة عام 1993، وشغل بعض المناصب الصحفية منها رئيس تحرير مجلة أبراج الأسبوعية عام 1997، ثم رئيس تحرير صحيفة الوسيط الأسبوعية عام 1998، ثم مسؤول النشر في مجلة فنتازيا الأسبوعية عام 1999، إلى جانب كتاباته في عدد من الصحف المحلية الجزائرية، وهو عضو مؤسس بالنادي الادبي لمعهد الاداب واللغة العربية بجامعة قسنطينة، وعضو مؤسس لمهرجان الاغنية السطيفية منذ عام 1994، وعضو مؤسس لمهرجان الضحك بالعلمة منذ عام 1995، وعضو مساهم في تنظيم الايام الادبية منذ عام 1996، وعضو بالمجلس الوطني للجمعية الثقافية الجاحظية منذ عام 2006، وعضو مؤسس برابطة المجتمع المدني الجزائري منذ عام 2008، كما قام بتأسيس مجلس المبادرة الجزائرية لصناعة المعرفة، وبإطلاق مشروع كتاب الجيب للشباب، وفي عام 2015 أسس كمال قرور دار «الوطن اليوم» للنّشر والتّوزيع، والتي استطاعت أن تنشر نحو 140 كتابًا في مختلف المجالات خلال فترة وجيزة من بداية تأسيسها، واصطدم كمال قرور بالنظام الجزائري السابق حين نشرت الدار كتابًا بعنوان «بوتفليقة رجل القدر« للكاتب والإعلامي عبد العزيز بوباكير، وطلب منه وزير الدّفاع السّابق خالد نزار سحب الكتاب من الأسواق.

## أعماله ومؤلفاته
ألف كمال قرور العديد من المؤلفات التي تنوعت ما بين الأعمال الفكرية، والدراسات الأدبية، والروايات الطويلة، والمجموعات القصصية، ومنها:
- التراس ملحمة الفارس الذي اختفى: صدرت عام 2007 عن الدار العربية للعلوم ناشرون ببيروت، وفازت بجائزة مالك حداد.[3]
- سيد الخراب (رواية): صدرت عام 2010 عن منشورات فيسيرا.[4][5]
- حضرة الجنرال (رواية): صدرت عام 2015 عن دار الوطن اليوم للنشر والتوزيع بالجزائر.[6][7]
- خواطرالحمار النوميدي: صدرت عام 2007 عن المؤسسة الوطنية للفنون المطبعية.

## الجوائز
حظي الكاتب كمال قرور بتكريم العديد من الجهات في العراق والعالم العربي، كما حصل على العديد من الجوائز الأدبية، ومن أهمها:
- جائزة مالك حداد للرواية في دورتها الرابعة عام 2008 مناصفة مع عبير شهرزاد عن روايته «التراس، ملحمة الفارس الذي اختفى».[8]

## دراسات نقدية
قدمت الباحثة سعاد بن ناصر في عام 2014 دراسة بعنوان «التمثيل السردي في روايات كمال قرور».